# NK Akademac Split
Nogometni klub Akademac (NK "Akademac"; NKA; Akademac; Akademac Split) je bio nogometni klub iz Splita, Splitsko-dalmatinska županija, Republika Hrvatka. 

## O klubu
NK "Akademac" je bio osnovan 2005. godine. Seniorska momčad kluba se u sezoni 2006./07. natjecala u ŽNL Splitsko-dalmatinskoj. 2008. godine je klub brisan iz članstva Nogometnog saveza županije Splitsko-dalmatinske, a potom se gasi i proglašava stečaj. 

## Pregled plasmana po sezonama
| sezona    | rang lige | liga                     | dio      | poz.     | klubova u ligi | ut       | pob      | ner      | por      | gol+     | gol-     | bod      | napomene | izvori   |
| Akademac  | Akademac  | Akademac                 | Akademac | Akademac | Akademac       | Akademac | Akademac | Akademac | Akademac | Akademac | Akademac | Akademac | Akademac | Akademac |
| --------- | --------- | ------------------------ | -------- | -------- | -------------- | -------- | -------- | -------- | -------- | -------- | -------- | -------- | -------- | -------- |
| 2006./07. | V.        | ŽNL Splitsko-dalmatinska |          | 11.      | 11             | 20       | 0        | 3        | 17       | 9        | 53       | 3        |          |          |
|           |           |                          |          |          |                |          |          |          |          |          |          |          |          |          |
|           |           |                          |          |          |                |          |          |          |          |          |          |          |          |          |

## Vanjske poveznice
- sportilus.com, NOGOMETNI KLUB AKADEMAC